# Плотниково (Косихинский район)
Плотниково — село в Косихинском районе Алтайского края. Административный центр Плотниковского сельсовета.

## География
Расположено в восточной части района, на берегах реки Малая Лосиха. Абсолютная высота — 212 метров над уровнем моря.

## История
Основано в 1807 году. В 1926 году в селе имелось 236 хозяйств и проживало 1126 человек (523 мужчины и 603 женщины). В национальном составе населения того периода преобладали русские. Действовала школа I ступени. В административном отношении являлось центром Плотниковского сельсовета Косихинского района Барнаульского округа Сибирского края.

## Население
| 1997 | 1998 | 1999 | 2000 | 2001 | 2002 | 2003 | 2004 | 2005 | 2006 |
| ---- | ---- | ---- | ---- | ---- | ---- | ---- | ---- | ---- | ---- |
| 582  | ↘576 | ↘572 | ↘558 | ↘527 | ↘509 | ↘499 | ↘461 | ↗467 | ↗482 |
| 2007 | 2008 | 2009 | 2010 | 2011 | 2012 | 2013 |      |      |      |
| ↘456 | ↘454 | ↗462 | ↘405 | →405 | ↘378 | ↘363 |      |      |      |

Национальный состав
Согласно результатам переписи 2002 года, в национальной структуре населения русские составляли 93 %.